# Lucette Hannequin
Lucette Hannequin, née le 2 février 1923 à Bussières et morte le 19 janvier 2013 à Guillon, est une écrivaine régionaliste du Morvan.

## Œuvres
- « Vents d'hiver dans mon jardin » in Pays de Bourgogne, éd. l'Arche d'Or, Imp Massebeuf, 1977
- Revue Florilège, poètes de l'amitié, juin 1980, no 20, 1980
- P'tit Louis, éd. le Méridien,  (ISBN 2-86366-008-X), roman, 1980
- Au fil des jours au gré du temps à Guillon,  (ISBN 2-9500317-0-6), poèmes, 1984
- Le Seigneur de Thiot, éd. Bayadère  (ISBN 2868310397), régionalisme, roman, 1986
- Les Egaeroûyaux (les épouvantails) dans Teurlées, Ed. Lai Pouélée, no 46.
- Les Temps maudits, roman historique, 1991